# Крапива
Крапи́ва (лат. Urtíca) — род цветковых растений семейства Крапивные (Urticaceae).
Стебли и листья растений этого рода покрыты жгучими волосками, которые и дали латинское название: uro — «жгу». Род включает в себя более 50 видов. Произрастают, в основном, в зоне умеренного климата в Северном и (реже) Южном полушариях. Наибольшее распространение в России имеют Крапива двудомная (Urtica dioica L.) и Крапива жгучая (Urtica urens L.).

## Ботаническое описание
Многолетние или однолетние, однодомные или двудомные травянистые растения, c супротивными листьями. Стебель прямой, четырёхгранный. Листья цельные, с зубчатыми краями, пильчатые или 3-5-рассечённые; прилистники парные, иногда сросшиеся. Листья растения, как и стебли, часто покрыты жгучими волосками.
Соцветия дихотомические цимозные, ложноколосовидные. Цветки тычиночные с рудиментарной завязью или пестичные. Околоцветник четырёхчленный с неизменяющимися долями у тычиночных цветков. У пестичных цветков околоцветник с двумя внутренними разрастающимися после цветения долями и двумя наружными изменяющимися долями. Завязь верхняя одногнёздная, с одной семяпочкой, рыльце сидячее или на коротком столбике. Тычинок четыре, супротивных долям околоцветника. Плод — плоский орешек, сжатый, заключён в остающийся околоцветник.

## Жгучесть
Многие виды крапивы защищаются от травоядных животных при помощи жгучих волосков, располагающихся на всех частях растений. Каждый волосок представляет собой крупную клетку, по форме напоминающую медицинскую ампулу. Верхняя часть «ампулы» выступает за пределы окружающих клеток внешней поверхности растения. В этом наконечнике содержатся соли кремния. Даже при небольшом воздействии кончик надламывается, острый конец царапает кожу, и содержимое клетки вступает в контакт с кожей. Сок клеток содержит гистамин, холин и муравьиную кислоту, воздействие которых проявляется ощущением резкого ожога в месте прикосновения к растению.
Ожоги большинства видов крапивы сравнительно безвредны, однако известно несколько тропических видов, прикосновение к которым очень болезненно и даже может привести к смерти (Urtica ferox, крапивное дерево из Новой Зеландии).

## Применение
Ряд видов применяется в медицине и может применяться в пищу (крапива двудомная, крапива жгучая) и на корм скоту.
- Крапиву используют для приготовления салатов, супов, щей, соусов, начинки для пирожков, а также солят и квасят. Молодые нежные соцветия заваривают в чай, сушат.
- Крапиву применяют также при уходе за волосами, так как отвар крапивы помогает при выпадении волос.
- Крапиву заготавливают и используют в лесничествах для подкормки копытных (лосей, оленей, косулей, кабанов и др.) в зимнее время[6]

Крапива издревле применяется для изготовления самых разных предметов обихода. Из крапивного полотна на Руси и в других странах шили крепкие паруса, а ещё — крепкие мешки, чувалы и кули из грубой крапивной ткани, «крапивники». В Японии крапивный жгут в сочетании с шёлком был главным материалом в изготовлении дорогих самурайских доспехов, из одеревеневших стеблей делали щиты, а из крепчайшего крапивного волокна, кручёного и натёртого воском, — тетивы для луков.
Волокно практически любого вида крапивы обладает прекрасными качествами, позволяющими крапиве на равных конкурировать с такими общеизвестными сырьевыми растениями, как лён и хлопок. Произрастающие в Европе «сорные» виды крапивы дают сырьё для такой лёгкой, тёплой и гигиеничной ткани, как шевиот. Герой романа Виктора Гюго «Отверженные» Жан Вальжан, сбежав с каторги, становится фабрикантом именно этой ткани. Ткань, вырабатываемая из рами, китайской крапивы, по своим свойствам приближается к шёлку. Как сырьё для производства одежды крапива знакома человечеству уже тысячелетия. Но есть народы, которые отдают крапивным тканям предпочтение перед всеми прочими. С каким пиететом относится ко льну Русь и Европа, с такой же любовью относится к крапиве Китай, Индонезия, Филиппины, Корея, Япония. Отдельные части корейского национального костюма просто никогда ни из какой другой ткани не шьются.
В цветоводстве опрыскивание настоем крапивы используется для профилактики мучнистой росы и борьбы с тлёй.
Приготовление: 500—700 г свежего или 200 г сухого сырья настаивают в течение суток в 5 л холодной воды.
Ранее из крапивы получали жёлтую краску.

## Виды
По информации базы данных The Plant List, род включает 53 вида:
- Urtica andicola Wedd.
- Urtica angustifolia Fisch. ex Hornem. — Крапива узколистная
- Urtica aquatica Liebm.
- Urtica ardens Link
- Urtica atrichocaulis (Hand.-Mazz.) C.J.Chen
- Urtica atrovirens Req. ex Loisel.
- Urtica ballotifolia Wedd.
- Urtica berteroana Phil.
- Urtica cannabina L. — Крапива коноплёвая
- Urtica chamaedryoides Pursh
- Urtica circularis Sorarú
- Urtica dioica L. typus[1] — Крапива двудомная
- Urtica echinata Benth.
- Urtica fissa E.Pritz.
- Urtica flabellata Kunth
- Urtica galeopsifolia J.Jacq. ex Blume
- Urtica glomeruliflora Steud.
- Urtica gracilenta Greene
- Urtica haussknechtii Boiss.
- Urtica hyperborea Jacq. ex Wedd.
- Urtica kioviensis Rogow. — Крапива киевская
- Urtica laetevirens Maxim.
- Urtica leptophylla Kunth
- Urtica lilloi (Hauman) Geltman
- Urtica longispica Killip
- Urtica macbridei Killip
- Urtica magellanica Juss. ex Poir.
- Urtica mairei H.Lév.
- Urtica masafuerae Phil.
- Urtica massaica Mildbr.
- Urtica membranacea Poir. ex Savigny
- Urtica mexicana Liebm.
- Urtica minutifolia Griseb.
- Urtica mollis Steud.
- Urtica morifolia Poir.
- Urtica orizabae Liebm.
- Urtica parviflora Roxb.
- Urtica pilulifera L.
- Urtica platyphylla Wedd.
- Urtica praetermissa V.W.Steinm.
- Urtica pseudomagellanica Geltman
- Urtica pubescens Ledeb.
- Urtica purpurascens Nutt.
- Urtica rupestris Guss.
- Urtica sondenii (Simmons) Avrorin ex Geltman
- Urtica spiralis Blume
- Urtica stachyoides Webb & Berthel.
- Urtica subincisa Benth.
- Urtica taiwaniana S.S.Ying
- Urtica thunbergiana Siebold & Zucc. — Крапива Тунберга
- Urtica triangularis Hand.-Mazz.
- Urtica trichantha (Wedd.) Acevedo & L.E.Navas
- Urtica urens L. — Крапива жгучая

## Интересные факты
- Ежегодный «Фестиваль крапивы» проводится с 2002 года в селе Крапивна Щёкинского района Тульской области. Крапива изображена на гербе этого старинного русского села (в прошлом — уездного города): «В золотом поле положенные звездою шесть крапивных ветвей по имени сего города».
- В сказке Андерсена «Дикие лебеди» героиня сплела братьям рубашки из крапивы, чтобы освободить их от колдовских чар.
- Крапива чаще других растений служит сырьём для промышленного производства хлорофилла, применяемого в пищевой, фармацевтической и парфюмерной промышленности[12][13][14].